# Monti (Italie)
Pour les articles homonymes, voir Monti.
Monti est une commune italienne de la Province de Sassari en Sardaigne en Italie.

## Administration
Giovanni Maria Raspitzu (2005-2010)
Emanuele Antonio Mutzu (2010-)
| Période                                  | Période | Identité | Étiquette | Qualité |
| ---------------------------------------- | ------- | -------- | --------- | ------- |
|                                          |         |          |           |         |
| Les données manquantes sont à compléter. |         |          |           |         |

### Hameaux
Su Canale, Sos Rueddos, Chirialza

### Communes limitrophes
Alà dei Sardi, Berchidda, Calangianus, Loiri Porto San Paolo, Olbia, Telti